# مارتن بي-10
مارتن إكس بي-10 (بالإنجليزية: Martin B-10)‏ هي قاذفة قنابل أنتجت في 1933 بالولايات المتحدة. من صناعة شركة جلين إل مارتن. كان أول طيران لها في 16 فبراير 1932. دخلت الخدمة في 1934، انتهت خدمتها في 1949. صنع منها 121 طائرة، وسعر الطائرة الواحدة منها هو 52,083 دولار.

## المستخدمون
- القوات الجوية التركية